# 리카르디 도서관

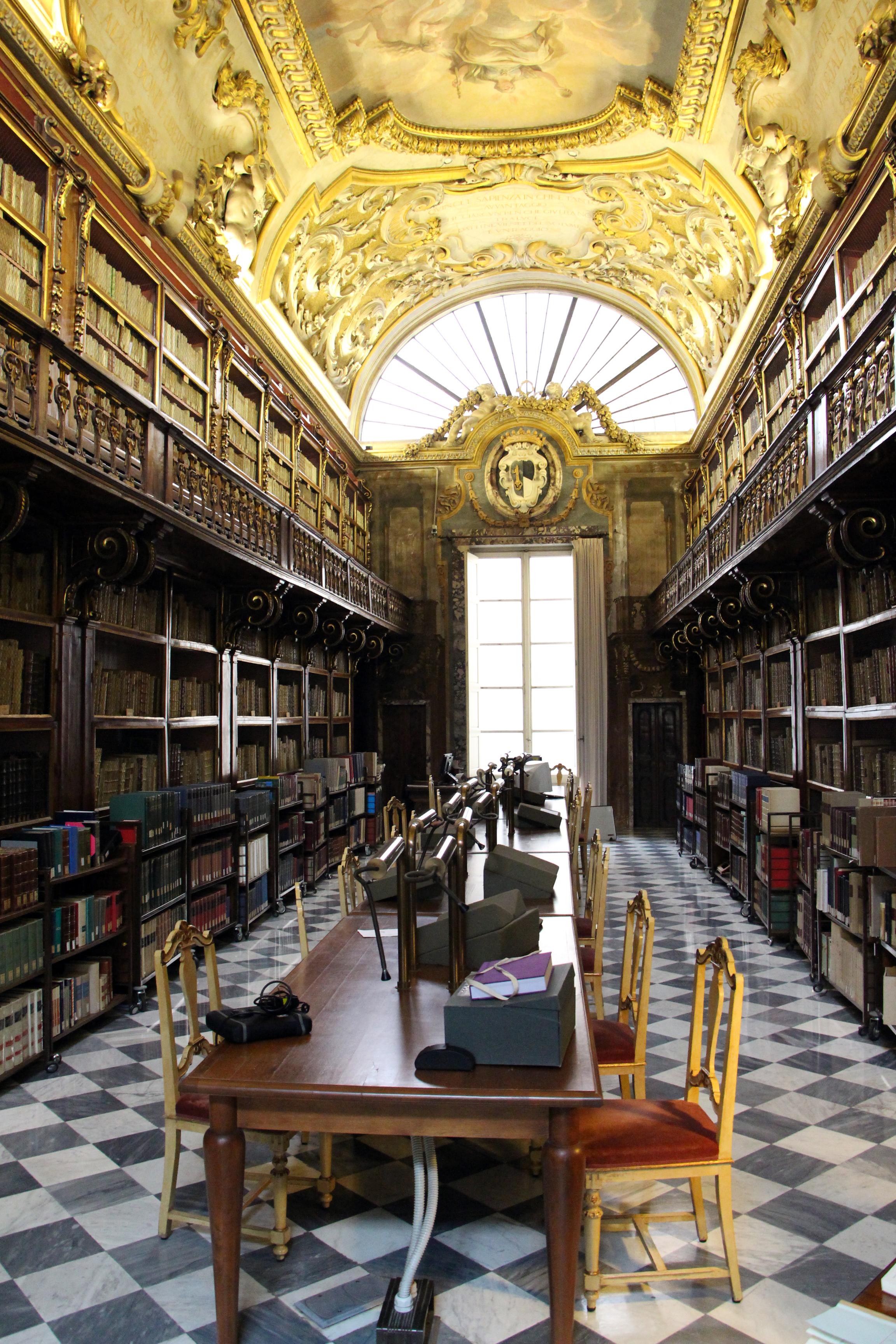
리카르디 도서관의 열람실

리카르디 도서관 (Biblioteca Riccardiana)은 이탈리아 피렌체에 있는 도서관이다. 메디치 리카르디궁에 위치해 있다.

## 역사
1600년에 리카르도 로몰로 리카르디 (Riccardo Romolo Riccardi)가 지었다. 과거에는 리카르디 가문에게 속해있었다. 1670년부터 라르가 거리 (Via Larga)의 메디치 궁전에 위치하고 있다. 1715년부터 대중들에게 개방됐다. 1813년부터 지금까지 아카데미아 델라 크루스카에 속해있다.
월드 디지털 라이브러리와 협력 관계이다.

## 필사본
리카르디 도서관은 10세기의 것으로 추정되는 플리니우스의 《박물지》 복사본과 니콜로 마키아벨리가 서명을 남긴 그의 《피렌체사》를 소장하고 있다. 또한 성서 필사본들도 소장하고 있다: Minuscule 368, 369, 370.

## 갤러리

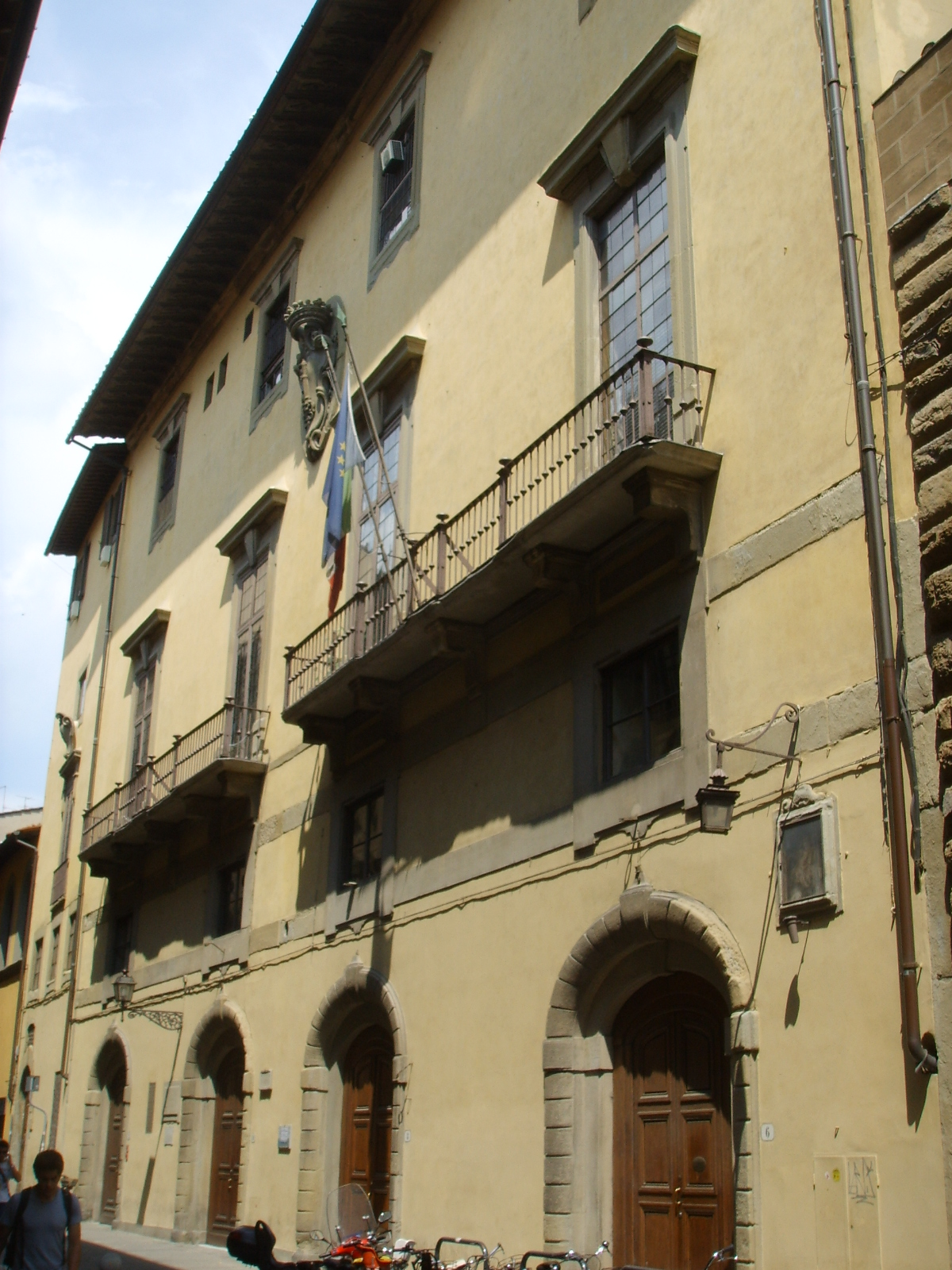
지노리 거리의 입구
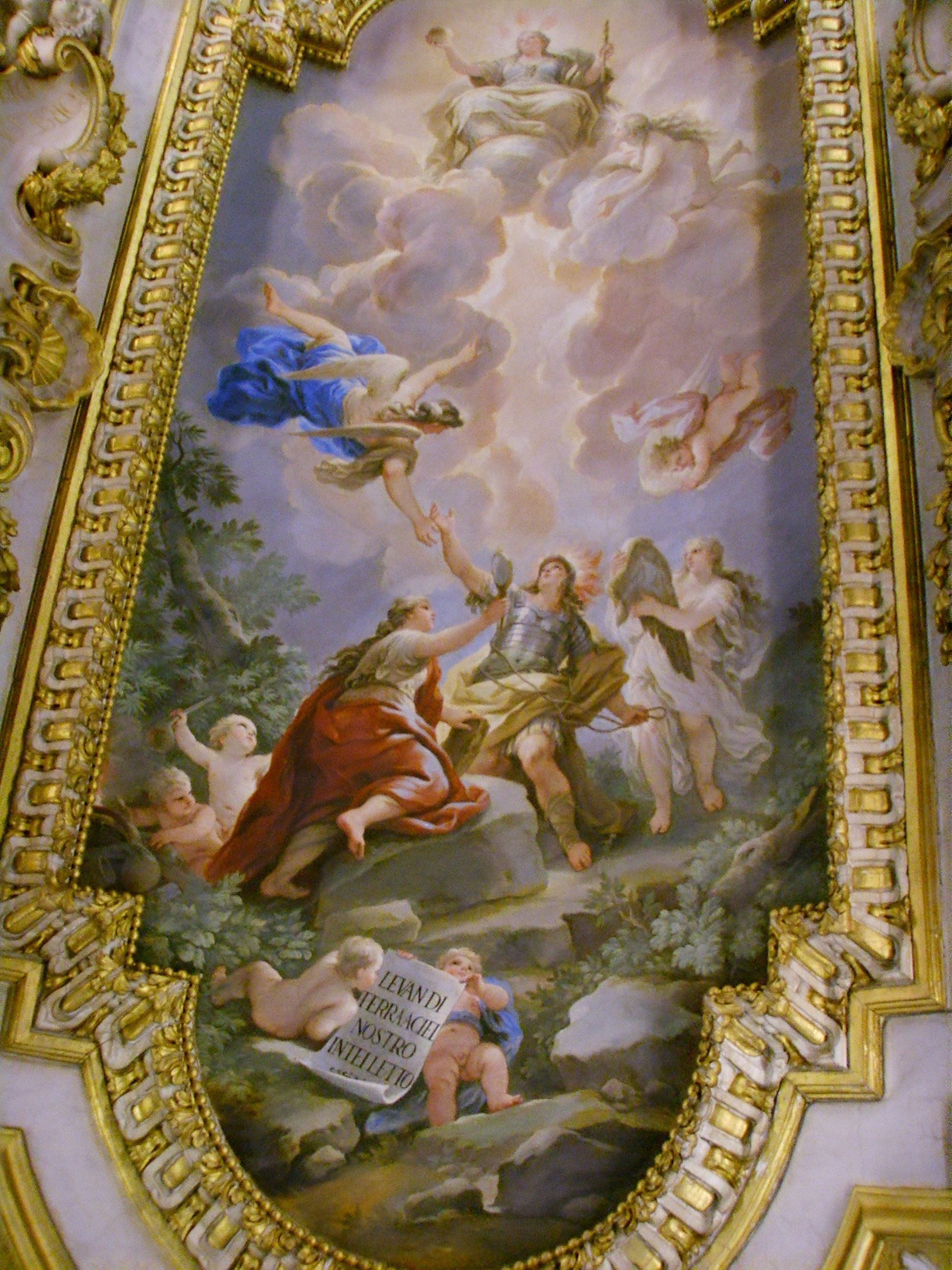
루카 조르다노의 프레스코화
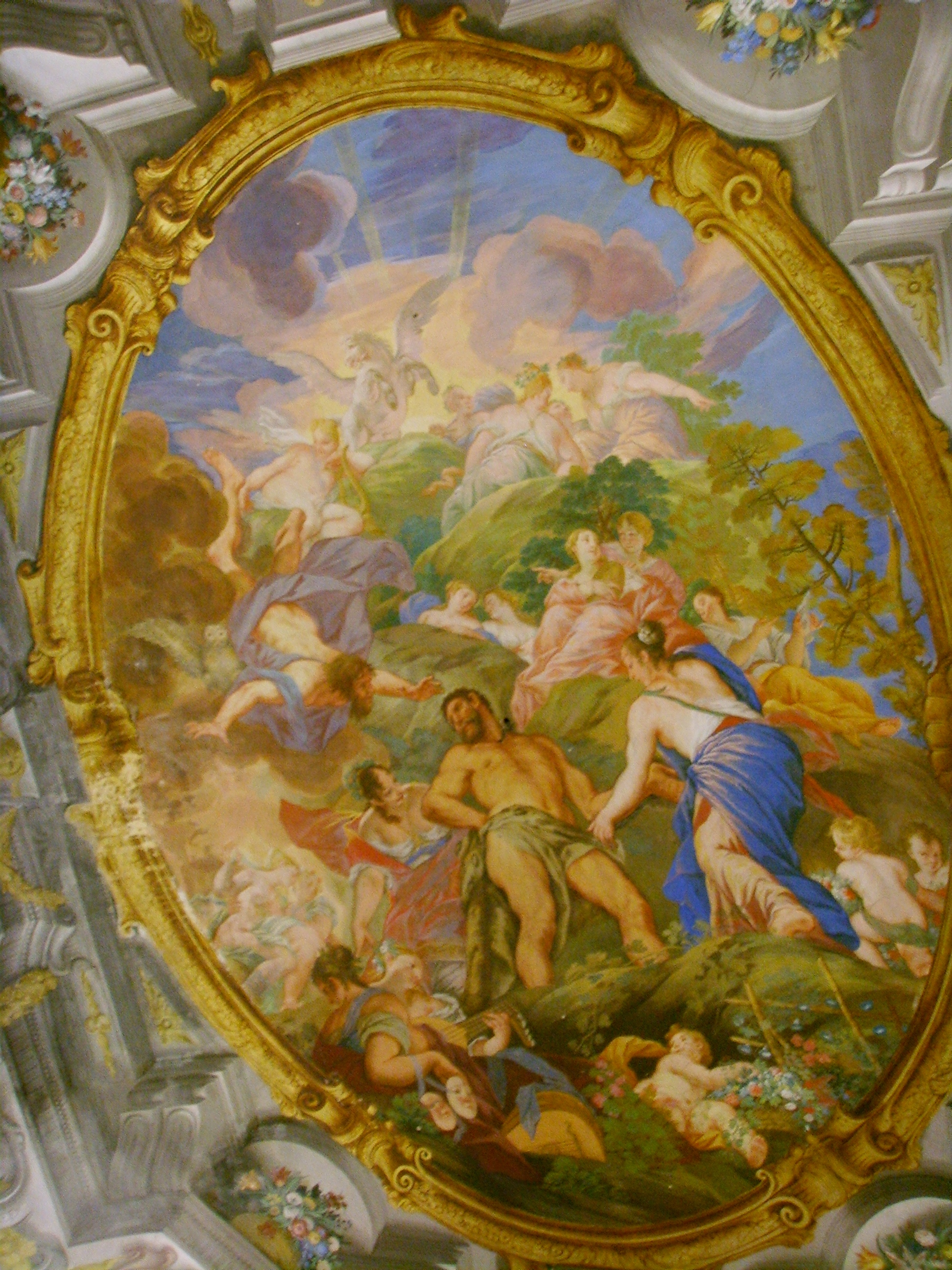
다른 이의 프레스코화

## 참고 문헌
- Francesco Lumachi, Firenze - Nuova guida illustrata storica-artistica-anedottica della città e dintorni, Firenze, Società Editrice Fiorentina, 1929
- Giovanna Lazzi, La Biblioteca Riccardiana di Firenze. L’ambiente, le collezioni, i servizi, Firenze, Polistampa, 2009